# Abbazia di Santa Maria in Palazzo
L'abbazia di Santa Maria in Palazzo è un'abbazia in rovina presso l'area archeologica di Juvanum, nel comune di Montenerodomo in provincia di Chieti.

## Descrizione
Ne restano alcuni ruderi nella zona nord del sito; se ne intuisce l'impianto perimetrale rettangolare, con un piccolo nartece di ingresso, le basi delle colonne a divisione dell'interno in tre navate, e una piccola abside semicircolare.

## Storia
La solitudine dei dintorni di Juvanum rese necessaria l'edificazione di un tempio cristiano che attirasse i monaci cistercensi atti a vita solitaria ed ascetica.
Secondo Michele Torcia, nel 1792, la chiesa è ancora esistente almeno in parte di essa e alcuni pezzi di colonne con capitelli erano utilizzati per l'edificazione di un ospizio per monaci ed alcune "pietre riquadre" utilizzate per l'edificazione di una chiesa.
Secondo Anton Ludovico Antinori, la badia è stata fondata nel 1140 da parte di Rainaldo Borrello che fu vassallo del conte Simone di Sangro o da parte di questo stesso. Lo stesso Antinori, inoltre, riferisce che nel 1065 il conte di Sangro Borrello figlio di Borrello e suo figlio Borrello Infante donarono la chiesa di Santa Maria in Letto con il monastero annesso e le sue pertinenze (tra cui il castello di Letto dentro cui esso sorge) al vescovo Attone, allora signore di Chieti.
La prima notizia certa è tuttavia risalente al 1173 quando il papa Alessandro III la ascrive alla diocesi teatina.
Nel 1208, invece, papa Innocenzo III conferma la chiesa alla stessa diocesi.
Il primo abate certo è Antonio di Agnone, incaricato a tale grado all'incirca nel 1463. Le successive nomine furono causa di frequenti liti e dispute in quanto la carica di abate di quest'abbazia era molto bramata dagli adepti.
Sicuramente la badia fu abitata fino al 1564 quando fu declassata a beneficio semplice (vale a dire poco più di una pieve di campagna).
La gestione di questa chiesa passa così ad un prete secolare, che talora è un abate solo nei casi di honoris causa ed in questo caso può forgiarsi di bacolo pastorale o di mitra.
Il prete amministra il monastero da dove abita ma non può possedere nulla dei beni all'interno ma solo amministrarli.
La chiesa è integra certamente fino al 1652.
Nel 1775 quando muore l'ultimo abate, Guglielmo Carozza di Montenero la chiesa risulta già distrutta. Difatti il dipendente del tribunale fiscale di Chieti Gennaro Stefanisso ne cita in piedi solamente dei residui del chiostro e di un atrio, e delle abitazioni di monaci.

### Cronologia degli abati della badia
- Nel 1463 Antonio di Agnone
- Dal 1492 al 1498 frate Cristoforo di Sulmona
- Dal 1498 Giovambattista Almadiano, prete di Viterbo che amministrava il Monastero per mezzo di un suo procuratore, frate Serafino dell'Ordine dei Minori.
- Dal 1564 al 1580 Giovanfrancesco Rosales di Napoli, il quale nel 1567 ebbe una disputa con l'abate di Santa Maria del Letto (cioè di Lettomanoppello) Vincenzo Castagnola, per il dominio dell'Abbazia.
- Dal 1581 al 1608 Fabrizio Peroni di Napoli.
- Dal 1652 al 1672 Stefano Talla, il quale ebbe una disputa con Girolamo Rossi, vicario perpetuo della chiesa di Santa Giusta di Montenerodomo.
- Dal 1672 al 1682 Nobile Talla di Gesso (cioè di Gessopalena).
- Dal 1682 Carlo Santelli, che abdicò dopo un breve tempo per malattia.
- Dal 1683 Filippo Liberatore.
- Dal 1737 al 1744 Tommaso Rossetti del Letto (cioè di Lettomanoppello).
- Dal 1744 al 1749 Leonardo Madonna di Lama (cioè di Lama dei Peligni).
- Dal 1750 al 1775 Guglielmo Carozza di Montenerodomo che era anche arciprete della chiesa di Santa Giusta